# Фабия (съпруга на Долабела)
Вижте пояснителната страница за други личности с името Фабия.
Фабия (на латински: Fabia) e знатна благородничка от Древен Рим през 1 век пр.н.е.

## Биография
Произлиза от богатата фамилия Фабии. Става първата съпруга на Публий Корнелий Долабела (привърженик на Юлий Цезар), син на Публий Корнелий Долабела (претор 69 пр.н.е.). Долабела е приет средата на 51 пр.н.е. в колегията на Квиндецимвирите.
На Фабия и Долабела се ражда около 55 пр.н.е. син Публий Корнелий Долабела (претор 25 пр.н.е.), който се жени за Квинтилия, дъщеря на Секст Квинтилий Вар (квестор 49 пр.н.е.) и има син Публий Корнелий Долабела (консул 10 г.).
Фабия е доста по-стара от Долабела и той през 50 пр.н.е. се развежда. През май 51 пр.н.е. Долабела се жени за Тулия, дъщерята на Цицерон и има много афери, между които и с Антония, втората жена на приятеля му Марк Антоний.